# Баужа Катерина
Баужа Катерина Талимонівна (нар. 5 травня 1952, Баштечки, Жашківський район, Черкаська область) —  народна художниця України. 

## Життєпис
Народилася в селі Баштечки на Черкащині. Закінчила Баштецьку восьмирічну школу. З 1968 по 1971 рік навчалася в Київському технікумі торгівлі. З 1971 по 1973 рік навчалася в вечірній-змінній школі № 20 м. Києва. З 1971 року працювала в Жовтневому торзі на різних посадах. У 80-х роках закінчила вечірній університет технічного прогресу. Одружена, має двох дітей та двох онуків.

## Участь у виставках
- 2014 — Благодійна виставка-аукціон в м. Вільнюс, Литва
- 2018 — персональна виставка в галереї "Митець"[1], м. Київ;
- виставка в спілці майстрів народного мистецтва, м. Київ;
- виставка в публічній бібліотеці № 11 Централізованої бібліотечної системи Солом'янського району м. Києва [2], м. Київ
- 2019 — персональна виставка в музеї мистецтва, м. Черкаси;
- виставка в Спілці майстрів народного мистецтва, м. Київ;
- виставка в Публічній бібліотеці № 11 [Архівовано 1 вересня 2019 у Wayback Machine.] Солом'янського району, м.Київ
- 2021 — Персональна виставка "Барви рідної землі" бібліотека ім. І.Франка
- Виставка в Спілці майстрів народного мистецтва, м. Київ;
- 2022 — Виставка картин "Козацькі церкви" до 145-річчя Макаренка, бібліотека ім. І.Франка;
- Виставка в Спілці майстрів народного мистецтва, м. Київ;
- Виставка художніх творів "День вільних і нескорених" бібліотека ім. І.Франка;
- Участь у Міжнародній колективній виставці "Повертайся живим!" в Софії Київській, м. Київ.